# John Kissig Cowen

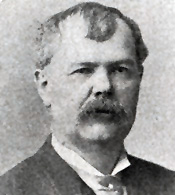
John Kissig Cowen

John Kissig Cowen (* 28. Oktober 1844 bei Millersburg, Ohio; † 26. April 1904 in Chicago, Illinois) war ein US-amerikanischer Politiker. Zwischen 1895 und 1897 vertrat er den Bundesstaat Maryland im US-Repräsentantenhaus.

## Werdegang
John Cowen besuchte die öffentlichen Schulen seiner Heimat und studierte danach bis 1866 am Princeton College. Nach einem anschließenden Jurastudium an der University of Michigan in Ann Arbor und seiner 1868 erfolgten Zulassung als Rechtsanwalt begann er in Mansfield in diesem Beruf zu arbeiten. Später war er Staatsanwalt im Holmes County. 1872 zog Cowen nach Baltimore in Maryland. Dort war er bis 1896 als juristischer Berater für die Baltimore and Ohio Railroad tätig. Politisch schloss er sich der Demokratischen Partei an.
Bei den Kongresswahlen des Jahres 1894 wurde Cowen im vierten Wahlbezirk von Maryland in das US-Repräsentantenhaus in Washington, D.C. gewählt, wo er am 4. März 1895 die Nachfolge von Isidor Rayner antrat. Da er im Jahr 1896 auf eine erneute Kandidatur verzichtete, konnte er bis zum 3. März 1897 nur eine Legislaturperiode im Kongress absolvieren. Von 1896 bis 1901 war Cowen Präsident der Baltimore and Ohio Railroad. Er starb am 26. April 1904 in Chicago und wurde in seinem Geburtsort Millersburg beigesetzt.